# Mesoleptus annexus
Mesoleptus annexus är en stekelart som först beskrevs av Forster 1876.  Mesoleptus annexus ingår i släktet Mesoleptus och familjen brokparasitsteklar. Arten är reproducerande i Sverige. Inga underarter finns listade i Catalogue of Life.